# Säynätjärvi (sjö i Asikkala, Päijänne-Tavastland)
Säynätjärvi är en sjö i kommunen Asikkala i landskapet Päijänne-Tavastland i Finland. Sjön ligger 98,5 meter över havet. Arean är 81 hektar och strandlinjen är 7,96 kilometer lång. Sjön  ingår i Kymmene älvs huvudavrinningsområde.   Den ligger omkring 19 km norr om Lahtis och omkring 120 km norr om Helsingfors. 
I sjön finns ön Äijänsaari. Säynätjärvi ligger väster om Urajärvi. 